# Petoa
Petoa (betekenis: "Plaats met heuvels") is een gemeente (gemeentecode 1616) in het departement Santa Bárbara in Honduras.
Het dorp ligt dicht bij de berg Cerro de los Cachos. In het noorden stroomt de rivier Chamelecón. Verder stroomt dichtbij de Cacaulapa.
In alle dorpen is elektriciteit en drinkwater aanwezig. Er zijn 2 kleuterscholen, 22 basisscholen en 2 middelbare scholen.

## Bevolking
De bevolking is als volgt verdeeld:
| Vrouwen | 6144 | 49,1% |
| Mannen  | 6357 | 50,9% |

## Dorpen
De gemeente bestaat uit veertien dorpen (aldea), waarvan het grootste qua inwoneraantal: Pueblo Nuevo  (code 161608).